# Ormeniș, Brașov
Ormeniș (în dialectul săsesc Irmesch, în germană Ermesch, Irmesch, Irmesch bei Boralt, maghiară Ürmös) este satul de reședință al comunei cu același nume din județul Brașov, Transilvania, România. Are o populație mixtă (maghiară, română și rromă).
În perimetrul satului s-au găsit atât morminte din epoca romană, cât și fosile de dinozauri. 
Are un castel de vânătoare care aparținea familiei Rákóczi.